# Dolphin (gestionnaire de fichiers)
Pour les articles homonymes, voir Dolphin.
Chronologie des versions
25.04.2
Dolphin est un gestionnaire de fichiers libre.
Il remplace Konqueror comme gestionnaire de fichiers par défaut de KDE Plasma à partir de KDE 4 bien que l'utilisation de ce dernier reste possible,.

## Caractéristiques

### Interface utilisateur
Dolphin propose un affichage sous forme de panneaux pouvant être redimensionnés, affichés sous forme de fenêtres flottantes ou fermés. Il propse également les élément suivants : 
- 3 modes d'affichages : 
  - Affichage en icônes (Icônes) : L'icône du fichier est affiché en grand et le nom du fichier est écrit en dessous,
  - Affichage compact (Synthétique) : L'icône du fichier est affiché en petit et le nom du fichier est écrit plus à droite,
  - Affichage détaillé (Détails) : Ressemble à l'affichage compact mais diverses informations sur le fichier (Taille, dernière modification...) sont rajoutées,
- Aperçu des fichiers ;
- Affichage du chemin d'accès sous forme de fil d'Ariane ;
- Navigation via un menu latéral formant une arborescence ;
- Vue fragmentaire ;
- Regroupement de fichiers par format de fichier, nom, taille... ;
- Inclusion d'un terminal informatique (Konsole) ;
- Inclusion de Baloo pour rechercher des fichiers et les regrouper par étiquettes[5],[6],[7] ;

### Extensibilité
Dolphin peut être étendu avec plusieurs greffons qui permettent notamment de générer des aperçus pour des formats de fichiers plus variés, ou de l'utiliser avec des services de Cloud computing ou des protocoles de transferts.